# ويليام هنري كليج
ويليام هنري كليج (بالإنجليزية: William Henry Clegg)‏ هو شخصية أعمال جنوب أفريقي، شغل منصب حاكم بنك جنوب إفريقيا الاحتياطي من 17 ديسمبر 1920 حتى 31 ديسمبر 1931.